# Kwilcz

Historyczny herb Kwilcza

Kwilcz (niem. Quilitz) – wieś sołecka i gminna w zachodniej Polsce położona w województwie wielkopolskim, w powiecie międzychodzkim, siedziba gminy Kwilcz.
| SIMC    | Nazwa  | Rodzaj    |
| ------- | ------ | --------- |
| 0587815 | Leśnik | część wsi |

## Historia
Miejscowość ma metrykę średniowieczną i pierwotnie związana była z Wielkopolską. Istnieje co najmniej od XIII wieku. Wymieniona została w 1388 w łacińskim dokumencie jako Quilcze, Quilecz, 1389 Quilcz, Chywilcze, 1392 Kwilecz, 1393 Quilicz, Quilicze, 1399 Qwilcze, Qwilecz, Qwincz, 1400 Quilce, 1447 Kwilcz, 1499 Quylcz, 1508 Qwilcz, 1510 Qwylcz, 1564 Qwielcz.
W 1462 miejscowość leżała w powiecie poznańskim Korony Królestwa Polskiego. Od 1508 była siedzibą własnej parafii, a w 1510 leżała w dekanacie Wronki.
Miejscowość była wsią szlachecką należącą do lokalnej szlachty wielkopolskiej Kwileckich herbu Bylina, od XVI wieku herbu Szreniawa, którzy od nazwy wsi nosili odmiejscowe nazwisko. Od XVI wieku majętności we wsi mieli także Gnuszyńscy. W latach 1386–1407 właścicielem wsi był Dobiesław Kwilecki. W 1486 Jakub Kwilecki zapisał żonie Katarzynie 130 złotych węgierskich posagu na części Kwilicza. W 1487 Paweł, Jan, Jakub, Tomasz i Marcin Kwileccy, bracia rodzeni niedzielni oraz dziedzice w Kwilczu zapłacili 8 skudów kary. W 1504 Marcin Kwilecki zapisał swojej żonie Małgorzacie Przestanowskiej po 80 grzywien posagu i wiana m.in. na połowie swej części majątku w Kwiliczu,  na połowie jeziora Czerwonki, na połowie młyna wodnego w Kwilczu wraz ze stawami i rybnikami z prawem połowu ryb oraz na połowie swej części Jeziora Kwileckiego. W latach 1555–1583 właścicielami we wsi byli bracia Mikołaj i Wojciech Gnuszyńscy, a także bracia Hieronim i Marcin Kwileccy. W 1583 Jan Kwilecki syn zmarłego Marcina Kwileckiego sprzedał swojemu rodzonemu bratu  Kasprowi swoją część w Kwilczu wraz z częścią młyna wodnego za 1900 florenów. W 1583 Kasper Kwilecki zapisał swojej żonie Jadwidze Bzowskiej po 1200 florenów posagu i wiana na swej części Kwilcza oraz na części młyna wodnego we wsi.
W 1461 imiennie odnotowany został kmieć mieszkający w Kwilczu Maciej. W 1477 także inni mieszkańcy Wincenty, Czerna i Tomasz dziedzice w Kwilczu. W 1504 kmiecie Jakub Narajek, Maciek, Świętek, Maciek Franga, Jan Waniek, Atuando, Andrzej oraz zagrodnik Jan Goły.
Wieś odnotowana zostało w rejestrach podatkowych. W 1499 znalazła się w wykazie zaległości podatkowych, a w 1499 nie zapłaciła wiardunków. W 1508 właściciele zapłacili pobór od 8 łanów, wiardunek od młyna wodnego o jednym kole, od dwóch karczm po 6 groszy. W 1510 w Kwiczy było 9 łanów osiadłych, 10,5 łana opuszczonego, 5 zagrodników osiadłych, 4 zagrodników na łanach opuszczonych, 3 karczmy, które nie warzyły piwa, folwark, jeden młyn wodny, jeden młyn opuszczony. W 1563 we wsi było 11 łanów, karczma doroczna, młyn doroczny o jednym kole. W 1564 w Kwilczu naliczono 11 łanów. W 1577 miał miejsce pobór z części należącej do Wojciecha i Mikołaja Gnuszyńskich oraz Kaspra Kwileckiego i jego brata Jana. W 1580 z części Mikołaja i Wojciecha Gnuszyńskich pobrano podatki z 5 półłanków oraz od dwóch zagrodników, a z części Kaspra i Jana Kwileckich z 6 półłanków, dwóch zagrodników, 3 komorników, krawca oraz 6 groszy od niewielkiej roli karczmarskiej. W 1583 płatnikami poboru we wsi byli Wojciech i Mikołaj Gnuszyńscy.
W wyniku II rozbioru Rzeczypospolitej w 1793, miejscowość przeszła w posiadanie Prus i jak cała Wielkopolska znalazła się w zaborze pruskim. W okresie Wielkiego Księstwa Poznańskiego (1815–1848) miejscowość należała do wsi większych w ówczesnym pruskim powiecie Międzyrzecz w rejencji poznańskiej. Kwilcz należał do okręgu kwileckiego tego powiatu i stanowił odrębny majątek, którego właścicielem był wówczas Arseni Kwilecki. Według spisu urzędowego z 1837 roku wieś liczyła 420 mieszkańców, którzy zamieszkiwali 34 dymy (domostwa).
W latach 1954–1972 wieś należała i była siedzibą władz gromady Kwilcz. W latach 1975–1998 miejscowość administracyjnie należała do województwa poznańskiego.
We wsi była stacja kolejowa Kwilcz.

## Sołectwo
Sołectwo Kwilcz obejmuje miejscowości:
- Kwilcz – wieś (około 2500 mieszkańców), przy drodze krajowej nr 24 będąca centrum sołectwa oraz najważniejszą miejscowością gminy,
- Orzeszkowo – wieś przy drodze krajowej nr 24, licząca ponad 200 mieszkańców;
- osady i przysiółki:
  - Dąbrowa – gajówka położona na południe od Kwilcza,
  - Kozubówka – leśniczówka,
  - Leśnik – osada leśna przy drodze wojewódzkiej 186, położona na północnym brzegu jeziora Kwileckiego,
  - Nowa Dąbrowa – licząca około 42 mieszkańców (2003) osada położona 3 km na południe od Kwilcza,
  - Nowy Młyn – niezamieszkana leśniczówka w pobliżu osady Leśnik,
  - Pólko – przysiółek przy drodze krajowej nr 24, liczący około 20 osób,
  - Stary Młyn – leśniczówka zlokalizowana w rezerwacie Bukowy Ostrów, w pobliżu wsi Mościejewo.

## Zabytki
- klasycystyczny kościół parafialny pw. św. Michała Archanioła (1766–1782), z wieżą z hełmem w kształcie obelisku. W kościele są ołtarze z obrazami z XVII i XVIII w., ambona, nagrobki Kwileckich z końca XVIII wieku. Do rejestru zabytków wpisane jest również ogrodzenie z rzeźbami i dwie kaplice późnobarokowe.
- zespół pałacowy, w którego skład wchodzą: pałac Kwileckich z około 1830 r., dwie oficyny z 2 połowy XVIII w., park krajobrazowy, stajnia koni wyjazdowych i powozownia oraz drewniana altana parkowa.
- zespół folwarczny, gdzie znajdują się m.in. gorzelnia z 1872, spichrz, rządcówka i stolarnia z końca XIX wieku.

## Urodzeni w Kwilczu
- Walerian Borowczyk – współtwórca polskiej szkoły plakatu i polskiej szkoły animacji
- Franciszek Brodniewicz – aktor polskiego kina przedwojennego
- Łukasz Ciepliński „Pług” – oficer Wojska Polskiego, działacz Polskiego Państwa Podziemnego, żołnierz Armii Krajowej i prezes IV Zarządu Głównego Zrzeszenia „Wolność i Niezawisłość”
- Zdzisław Kwaśny – polski lekkoatleta, młociarz
- Arsen Kwilecki – powstaniec listopadowy, ziemianin
- Andrzej Kwilecki – socjolog